# Imenje (Šentjernej, Slovenija)
Imenje je naselje u slovenskoj Općini Šentjerneju. Imenje se nalazi u pokrajini Dolenjskoj i statističkoj regiji Donjoposavskoj regiji. 

## Stanovništvo
Prema popisu stanovništva iz 2002. godine naselje je imalo 18 stanovnika.